# Australian Army
L'Australian Army (« armée de terre australienne ») est la composante terrestre des forces armées australiennes : elle fait partie de l'Australian Defence Force (ADF) avec la Royal Australian Navy et la Royal Australian Air Force. Alors que le Chief of Defence (CDF) commande l'ensemble des forces armées australiennes (ADF), l'armée de terre est commandée par le Chief of Army (CA). Le second est donc subordonné au premier mais il est aussi directement responsable devant le ministre de la Défense.
Comme l'Armée britannique, l'Australian Army ne contient pas « Royal » dans son nom, contrairement à la Royal Australian Navy et la Royal Australian Air Force.
Bien que les soldats australiens aient été impliqués dans un certain nombre de petits et grands conflits au cours des années, c'est uniquement pendant la Seconde Guerre mondiale que le territoire australien a subi des attaques directes. 
Les sites Web du gouvernement australien affirment que la mission de l'Armée de terre est de fournir une armée de terre puissante, polyvalente et à la pointe du progrès pour promouvoir la sécurité de l'Australie et protéger son peuple. En outre, le livre clé de la doctrine de l'armée, The Fundamentals of Land Warfare, indique que « la mission de l'armée est de gagner la bataille sur terre ».

## Orientation
L'armée australienne est orientée vers les opérations de basse et moyenne intensité contre des ennemis de même équipement ou autre. L'armée a toujours été structurée comme une force d'infanterie légère. Cela a quelque peu changé à partir de la fin des années 2000, avec un accent accru sur les forces motorisées et mécanisées. À cette date, deux des sept bataillons d'infanterie régulière sont mécanisés (en utilisant le M113 APC modernisé) et deux sont motorisés (en utilisant le Bushmaster livré à partir de 2005). Néanmoins, les bataillons motorisés et mécanisés garde encore une formation orientée vers des opérations de combat rapproché et mettront fortement l'accent sur les patrouilles et autres opérations à pied, maintenant ainsi l'ensemble traditionnel de compétences australiennes. 
Jusqu'à récemment, les principales zones d'opérations ont été en Asie, particulièrement en Asie du Sud-Est et dans le Pacifique et l'orientation de l'armée vers une infanterie légère n'avait pas été un obstacle. En fait, l'armée australienne est réputée pour produire des troupes et des unités avec un niveau très élevé dans la guerre de jungle, les patrouilles, les embuscades et autres compétences de l'infanterie. 
En raison de la faible population du pays, l'Armée de terre ne représente toujours qu'un rôle statistiquement faible dans les opérations de coalition. Les gouvernements australiens successifs depuis 1989 ont déployé des éléments de l'armée de terre avec des compétences spécifiques, afin que la contribution australienne soit toujours plus importante que les chiffres bruts de forces engagées ne le suggèrent. Cela a souvent pris la forme de déploiement des forces spéciales, bien que cela ait changé au cours des dernières années, par exemple en Afghanistan. Les forces australiennes sont toujours formées avec et maintiennent des relations étroites avec les forces américaines et britanniques afin de pouvoir mieux interagir avec les forces de la coalition. Les relations de défense avec les forces américaines sont probablement aujourd'hui plus proches qu'elle ne l'ont jamais été depuis la guerre du Viêt Nam, surtout au niveau opérationnel.

## Histoire
La création de l'armée de terre australienne remonte à la formation de l'Australie, c'est-à-dire le 1er mars 1901. 
L'histoire de l'armée australienne peut être divisée en deux grandes périodes:
- de 1901 à 1947, lorsqu'existaient des limites sur la taille de l'armée régulière, la grande majorité des soldats en temps de paix étaient incorporés dans l'armée de réserve australienne (connue à l'époque sous le nom de Citizen Military Forces (CMF) ou Militia), et de l’Australian Imperial Force formée pour servir outre-mer, et
- après 1947, lorsqu'une force de paix permanente d'infanterie a été formée et que les CMF (connus comme l'armée de réserve australienne après 1980) ont commencé à diminuer en importance.

L'armée a été impliquée dans de nombreuses opérations de maintien de la paix, généralement sous l'égide de l'Organisation des Nations unies. La plus importante a commencé en 1999 au Timor oriental. D'autres opérations notables incluent le maintien de la paix à Bougainville et aux îles Salomon et qui sont toujours en cours à ce jour. Les secours humanitaires après le tremblement de terre du 26 décembre 2004 dans l'océan Indien dans la province d'Aceh, en Indonésie, connue sous le nom d’Operation Sumatra Assist, s'est achevée le 24 mars 2005.

## Australian Army Journal
Depuis 1947, l'armée australienne publie son propre journal intitulé Australian Army Journal, couvrant un large éventail de sujets, y compris des essais, des critiques de livres et des éditoriaux.

## Organisation actuelle
En 2007, elle comptait 40 938 militaires (25 525 permanents et 15 413 réservistes). Le Land Command (commandement terrestre) est l'autorité responsable des opérations de l'armée de terre, et son quartier général est à Sydney.

### Équipement
Armement individuel :
- Fusils d'assaut F90/Enhanced F88 (EF88) remplaçant à partir de 2015 le F88 [3]
- Mitrailleuses F89 A1
- Mitrailleuses FN MAG
- Fusils à lunette SR-98
- Lance-missiles anti-char FGM-148 Javelin

Véhicules blindés :
- Chars de combat M1A1 Abrams : 59 exemplaires de la version M1A1 SA (hybride avec un mélange d'équipements utilisé par les chars de l'US Army et du Corps des Marines, sans blindage en uranium appauvri) achetés en 2006 et des véhicules de soutien basé sur ce chassis. Ils remplacent le Leopard AS1 en 2007[4],[5]. En 2021, il est prévu l'acquisition 160 châssis de M1A1 à partir de stocks de l’US Army qui permettront la fabrication de 75 M1A2SEPV3, 29 engins du génie M1150, 18 poseurs de pont M1074, 6 engins de dépannage M88A2 Hercules[6]
- Transports de troupes blindés chenillés M113 AS4
- Véhicules blindés de combat d'infanterie ASLAV 25
- Véhicules blindés de combat d'infanterie Boxer remplaçant le ASLAV 25 : 211 véhicules planifiés plus 12 en option lors d'une annonce en mars 2018[7],[8] Livraison à partir du second semestre 2020[9]
- Transports de troupes blindés à roues Bushmaster (livraison à partir de 2005, plus de mille exemplaires commandés en 2012)

Artillerie :
- Obusiers automoteurs K9 Thunder : 30 commandés en septembre 2020[10]

Hélicoptères :
- Hélicoptères de combat Eurocopter Tigre ARH : 22 livrés entre décembre 2004 et avril 2008
- Hélicoptères de transport lourds Boeing CH-47 Chinook
- Hélicoptères de transport moyens Sikorsky UH-60 Black Hawk
- Hélicoptères de transport légers Bell UH-1H
- Hélicoptères multifonctions NHIndustries NH90 TTH (désignation locale : MRH-90 Taipan) : 41 livrés a partir des années 2010, retrait des 40 encore en service fin 2023[11].